# Organització Central de Treballadors de Suècia
L'Organització Central de Treballadors de Suècia (suec: Sveriges Arbetares Centralorganisation, SAC-Syndikalisterna) és una federació sindical sueca d'orientació anarcosindicalista. A diferència d'altres sindicats de Suècia, SAC organitza a treballadors de totes les professions, així com a aturats, estudiants i jubilats. La SAC publica el setmanari Arbetaren ("El treballador"), és propietària de l'editorial Federativs i gestiona l'assegurança de desocupació Sveriges Arbetares Arbetslöshetskassa (SAAK). Avui en dia la SAC és una agrupació relativament petita a Suècia, compta amb uns 7500 treballadors afiliats, que ajunten a uns 13000 membres organitzats, en 135 federacions locals.

## Objectiu

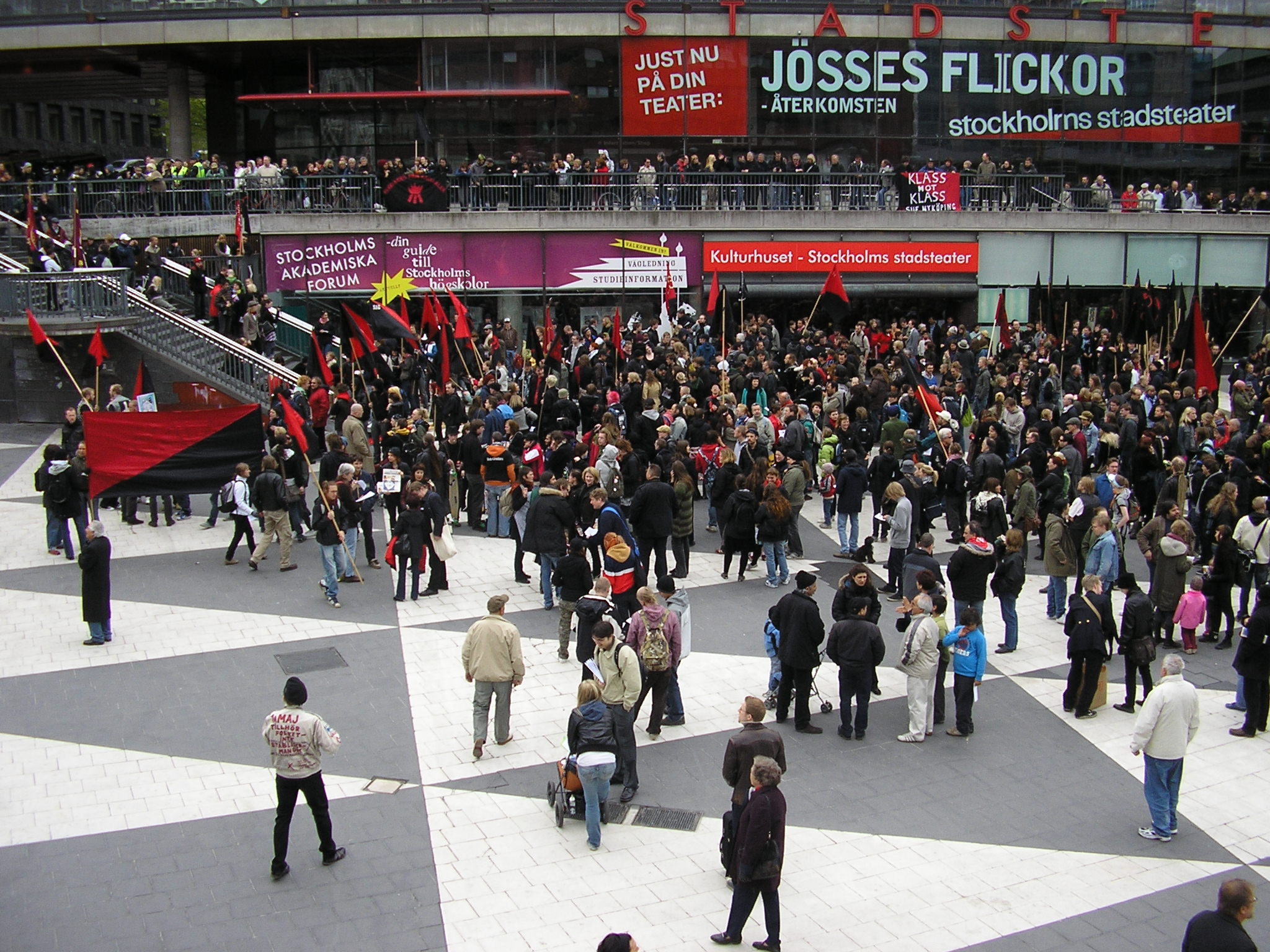
Concentració de la SAC (2007)

El seu objectiu a llarg termini és implantar l'anarquisme, una societat sense classes ni jerarquies, on els mitjans de producció siguin propietat compartida i administrada pels treballadors: en efecte, l'abolició del capitalisme, l'esclavitud salarial i el sexisme. D'aquesta forma, la SAC es declara antisexista i antimilitarista i es convertí l'any 1998 en el primer sindicat obertament feminista de Suècia. Els objectius a curt termini són el millorament dels salaris i de les condicions de treball. Sovint col·labora amb altres organitzacions socials llibertàries, com la Federació Juvenil Anarcosindicalista Sueca (SUF), encara que aquesta no formi part de la SAC.
Donat el caràcter antiautoritari de l'anarcosindicalisme suec, la SAC té obertes les seves portes als perseguits per qualsevol dictadura o govern del món. Per a afiliar-se a aquesta organització no és necessari residir permanentment a Suècia ni cap altre requisit que no sigui el d'acceptar la seva declaració de principis i pagar una mòdica quota mensual. No obstant això, dins de l'àmplia gamma de grups immigrants a Suècia, solament el provinent d'Eritrea aconseguí articular els seus interessos amb l'activitat sindical sueca.
També es proposa sindicalitzar als indocumentats de Suècia, organitzant-los. El sindicat ofereix diferents serveis als indocumentats, des de proporcionar informació sobre els seus drets com a treballadors, fins a acompanyament en els tràmits de cerca de permís de treball, traducció de documents, i cursos de suec.

## Història

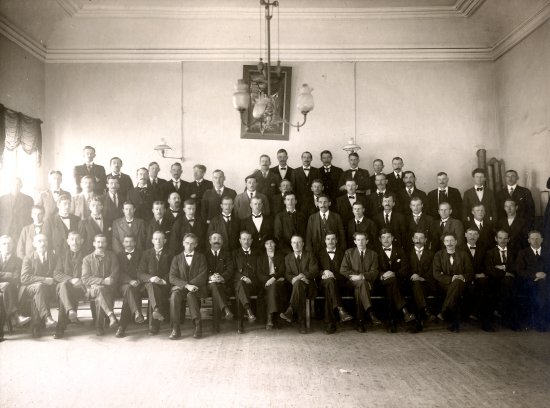
Congrés de treballadors de la SAC (1917)

SAC fou constituïda l'any 1910 per exmembres del corrent del moviment sindical Landsorganisationen ("Organització Nacional"), també conegut com a LO, connectat amb el partit socialdemòcrata, que volien una organització independent de qualsevol partit polític i que gpu influenciat pel sindicalisme revolucionari francès de la Confederació General del Treball francesa. A la conferència de treballadors de la SAC, celebrada a Örebro el 25 i 16 de novembre de 1917, es decidí el pla d'acció de masses per a la primavera de 1918 amb la finalitat d'obtenir la jornada de 8 hores de treball.
També fou membre fundador, l'any 1922, de l'anarcosindicalista Associació Internacional de Treballadors (AIT), però entrà en conflicte amb l'AIT a la dècada de 1950. L'entrada de la SAC en un fons de desocupació recolzat per l'Estat fou considerat per l'AIT com a reformista i col·laboracionista amb l'Estat i reformista. L'any 1956, la SAC es retirà de l'AIT.